# 黎明街道 (大庆市)
黎明街道是中华人民共和国黑龙江省大庆市龙凤区下辖的一个街道办事处。
2023年以前，黎明街道由大庆高新区代管，2023年以后因高新区实施去社会化职能改革，归属龙凤区管理。

## 行政区划
黎明街道下辖以下村级行政区划单位：
黎明社区、天贺社区、学苑社区、农大社区、五湖新区社区、新玛特社区、惠民社区和沿湖城社区。